# Groenstaarthoningzuiger
De groenstaarthoningzuiger (Aethopyga nipalensis) is een zangvogel uit de familie Nectariniidae (honingzuigers).

## Verspreiding en leefgebied
Deze soort telt 9 ondersoorten:
- A. n. horsfieldi: van de westelijke Himalaya tot westelijk Nepal.
- A. n. nipalensis: centraal en oostelijk Nepal en noordelijk India.
- A. n. koelzi: van zuidoostelijk Tibet, Bhutan en oostelijk Bangladesh tot het zuidelijke deel van Centraal-China en noordelijk Vietnam.
- A. n. victoriae: westelijk Myanmar.
- A. n. karenensis: oostelijk Myanmar.
- A. n. angkanensis: noordwestelijk Thailand.
- A. n. australis: Thailand.
- A. n. blanci: Laos.
- A. n. ezrai: zuidelijk Vietnam.